# Museum für das Fürstentum Lüneburg

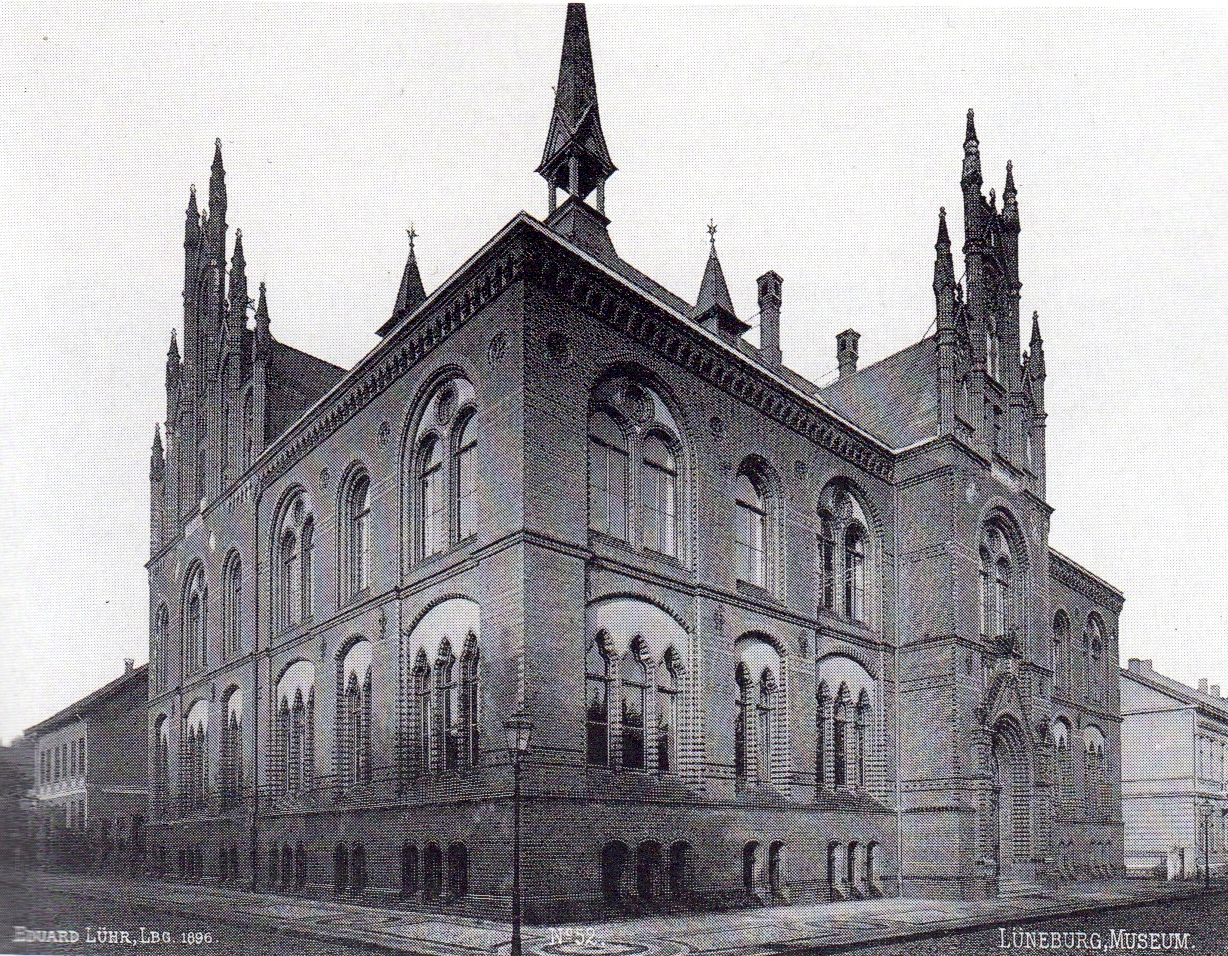
Museumsgebäude (1896)

Das Museum für das Fürstentum Lüneburg war ein Museum in Lüneburg mit dem Schwerpunkt auf der Geschichte des Fürstentums Lüneburg. Daneben gab es Ausstellungen zu anderen Themen, unter anderem zur Geschichte der Lüneburger Saline.
1878 wurde unter anderem durch Georg Keferstein der Museumsverein für das Fürstentum Lüneburg gegründet, der in den folgenden Jahren für die Errichtung eines Museums zur Landesgeschichte warb. Mit finanziellen Hilfen der Landschaft des Fürstentums Lüneburg entstand von 1889 bis 1891 nach Plänen der Architekten August Friedrich Heithaus und Ferdinand Münzenberger auf einem von der Stadt Lüneburg zur Verfügung gestellten Grundstück der Museumsbau. 1891 wurde das Museum eröffnet. Den Grundstock der Sammlung bildete die Lehrmittelsammlung der 1850 geschlossenen Ritterakademie Lüneburg.
2010 wurde das Museum geschlossen, gemeinsam mit dem Naturmuseum und der Stadtarchäologie Lüneburg bildet es seit 2015 das neue Museum Lüneburg. Dieses Museum an der Straßenecke Willy-Brandt-Straße / Wandrahmstraße wurde am 1. März 2015 eröffnet.